# Anaïs Bourgoin
Anaïs Bourgoin (Vendôme, 3 de octubre de 1996) es una deportista francesa que compite en atletismo, especialista en las carreras de mediofondo.
Ganó una medalla de bronce en el Campeonato Europeo de Atletismo de 2024, en la prueba de 800 m.
Trabaja como agente de la Policía Nacional en la Isla de Francia.

## Palmarés internacional
| Campeonato Europeo | Campeonato Europeo | Campeonato Europeo | Campeonato Europeo |
| Año                | Lugar              | Medalla            | Prueba             |
| ------------------ | ------------------ | ------------------ | ------------------ |
| 2024               | Roma (Italia)      | Medalla de bronce  | 800 m              |